# John Varley (konstnär)

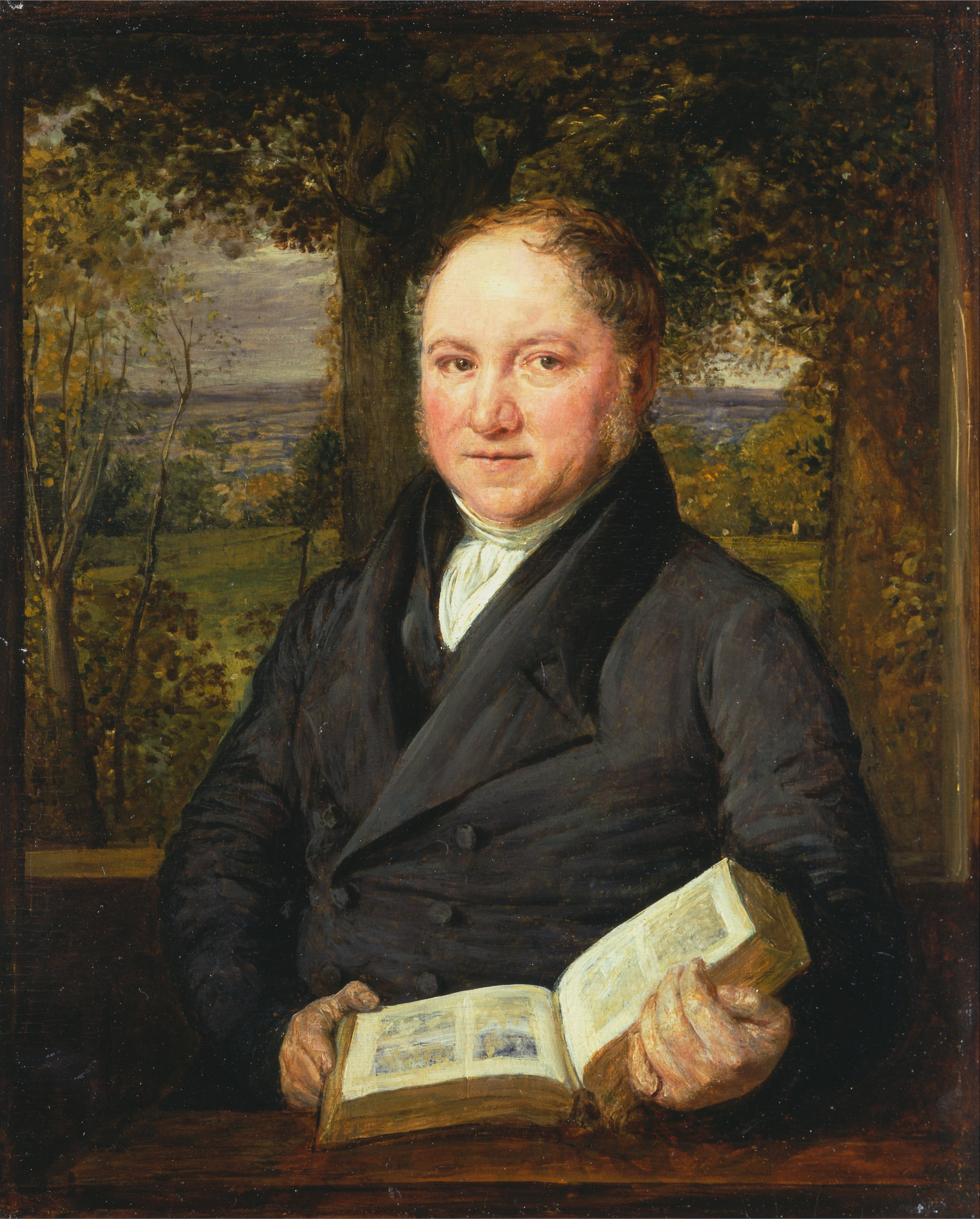
John Varley, porträtt av John Linnell 1820

John Varley, född 1778, död 1842, var en engelsk målare. Han var bror till Cornelius Varley (1781-1873) och William Fleetwood Varley (1785-1856), som också var målare. Alla tre målade huvudsakligen landskap.
Tillsammans med brodern Cornelius, William Frederick Wells och några andra målare grundade han 1804 Society of Painters in Water Colours, som idag heter Royal Watercolour Society.¨

## Galleri

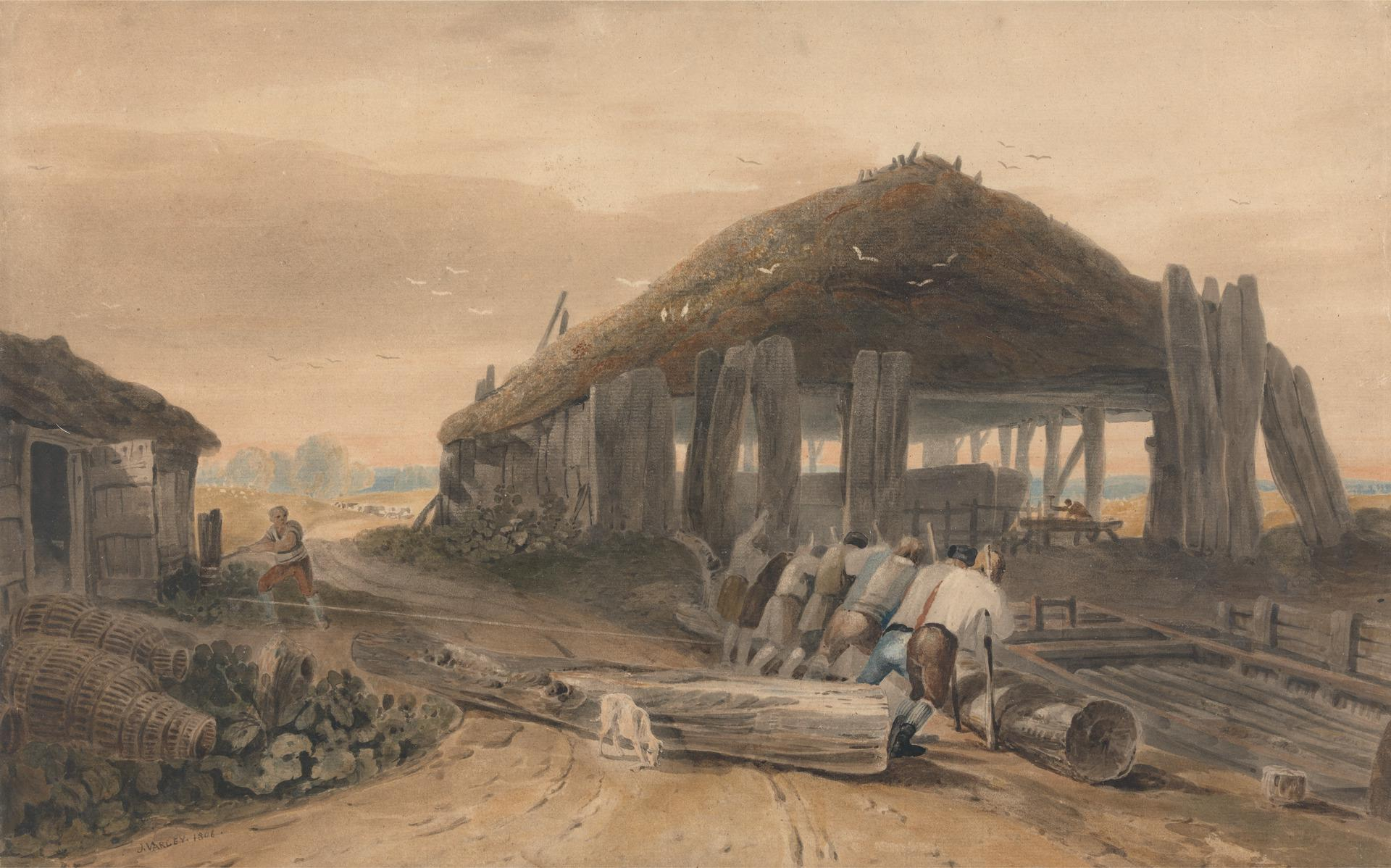
Båtbygge, 1806
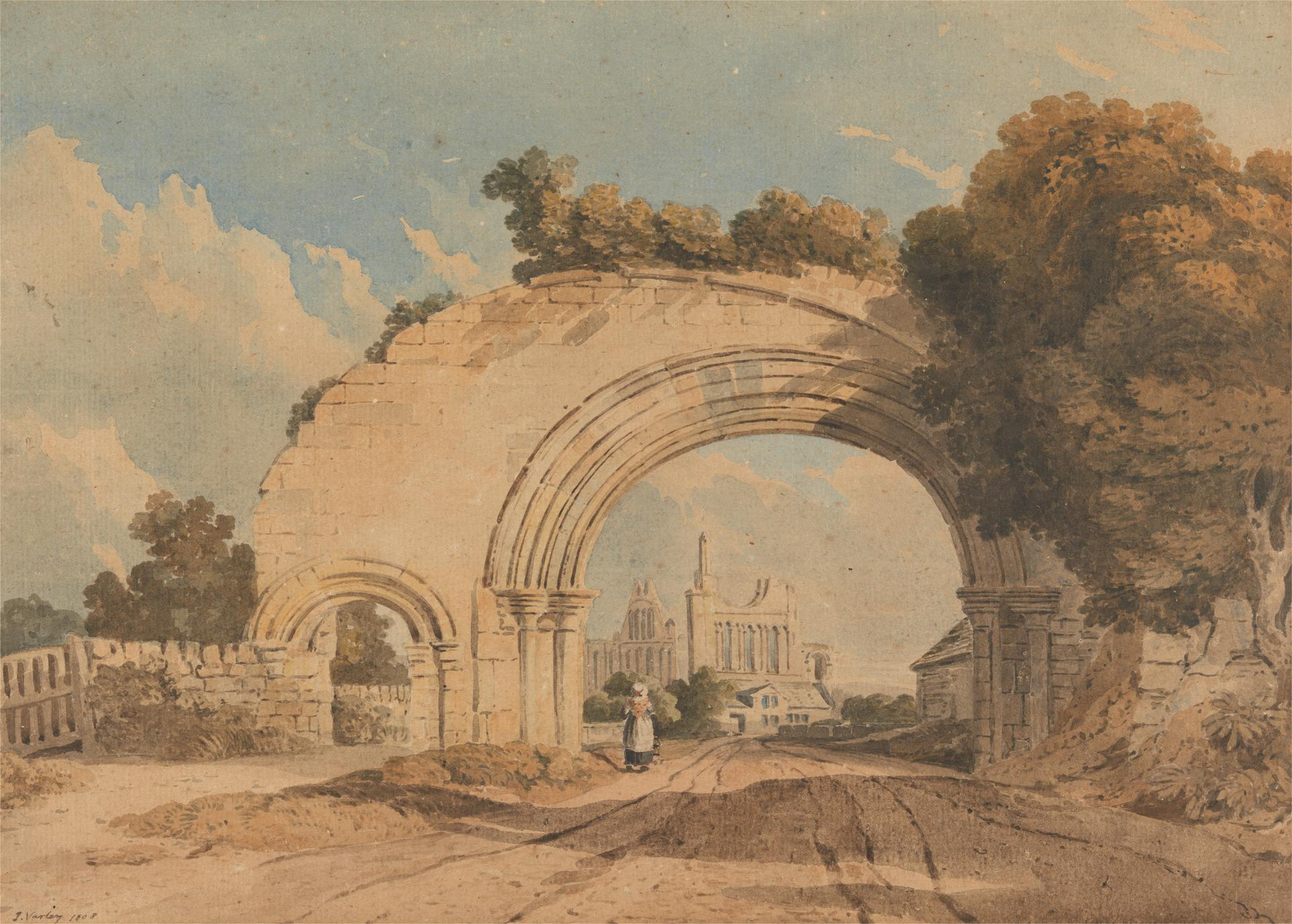
Byland Abbey, Yorkshire, 1808
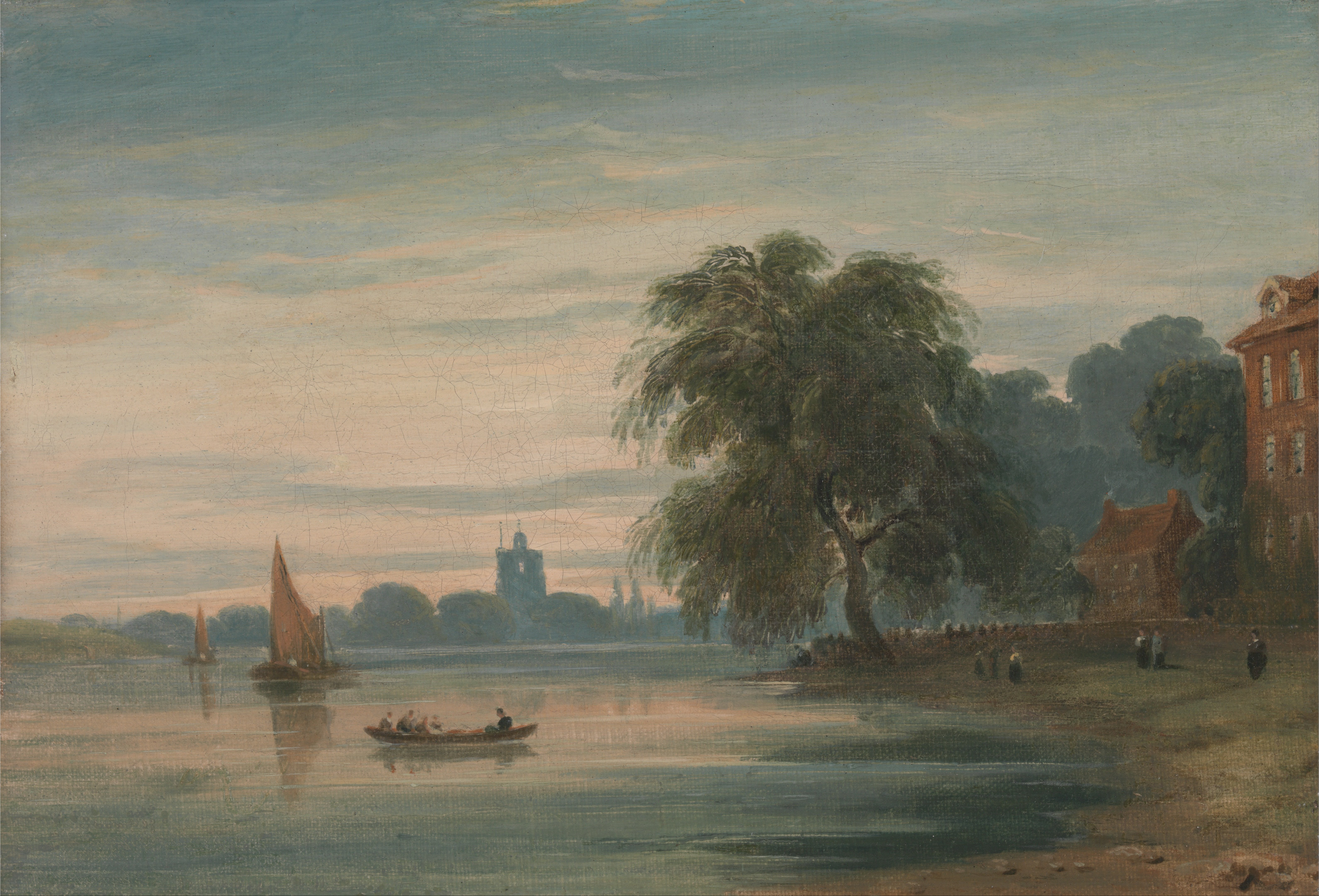
Vy av Themsen mot Chelsea Old Church, ca 1815
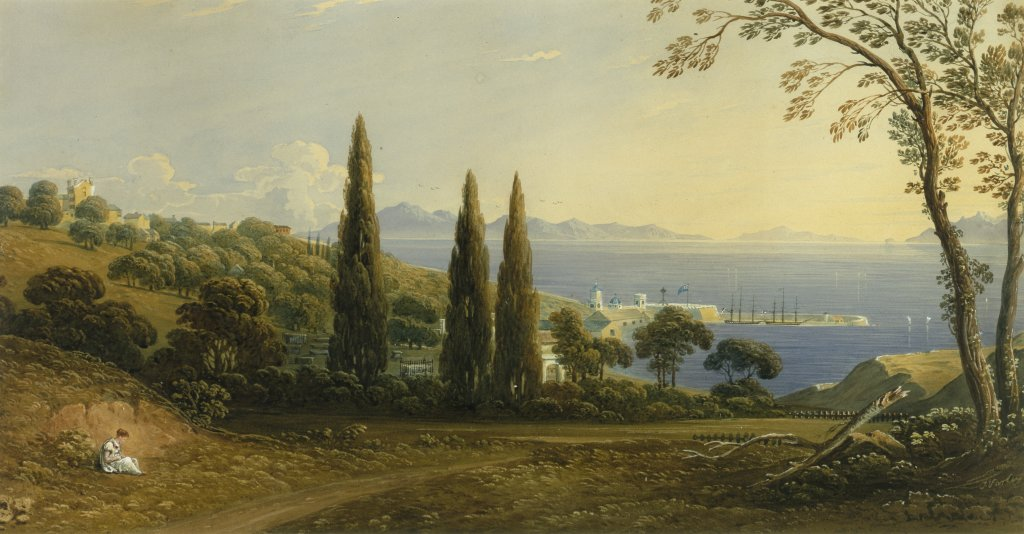
Gibraltarsundet, 1825
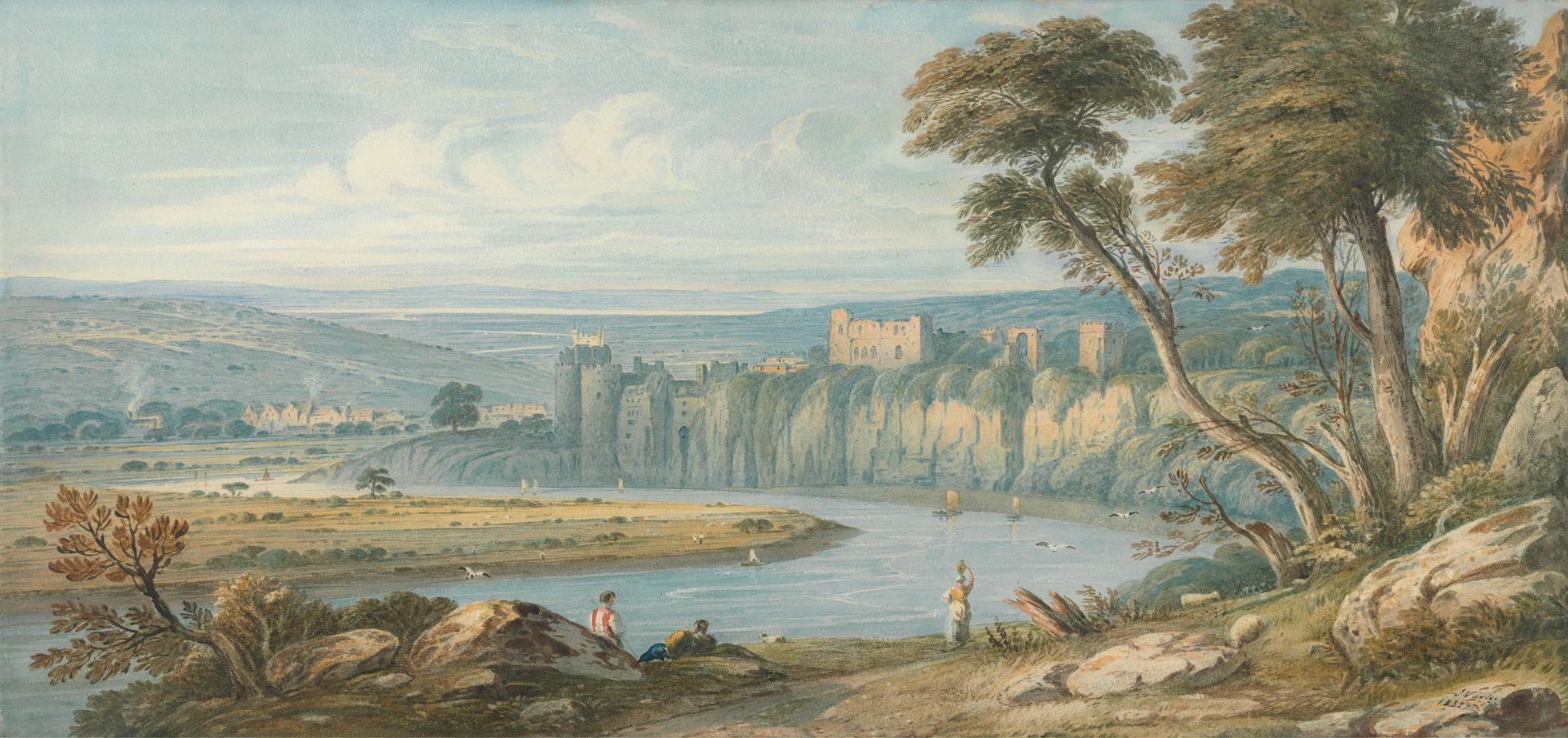
Chepstow Castle, 1832